# René Le Fort

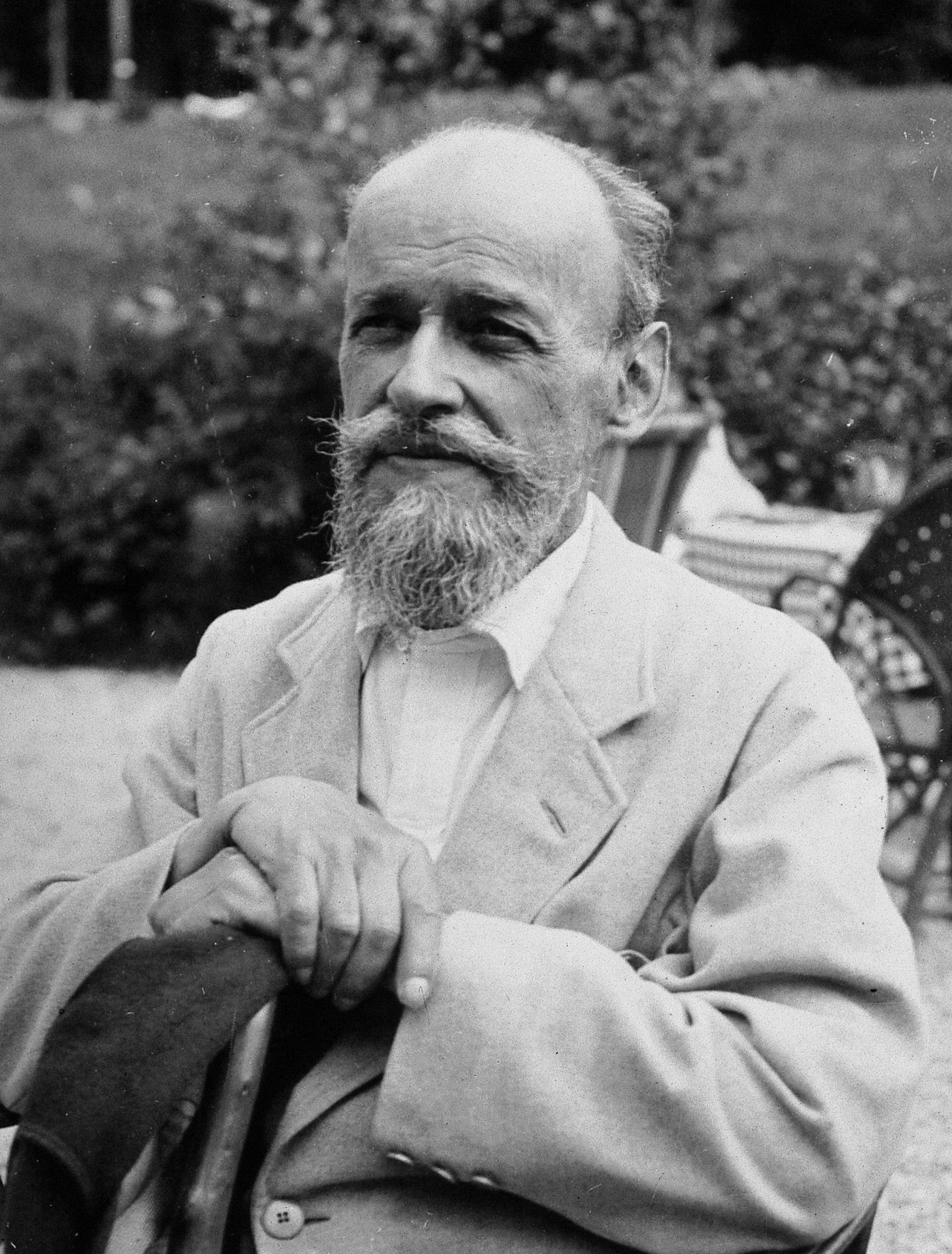
René Le Fort (ca. 1943)

René Le Fort (* 30. März 1869 in Lille; † 30. März 1951 ebenda) war ein französischer Chirurg. Nach ihm sind die Le-Fort-Frakturen benannt, eine Einteilung der Mittelgesichtsfrakturen.

## Leben

### Jugend und Ausbildung
René Le Fort wurde am 30. März 1869 in eine Familie von Medizinern geboren, sowohl sein Vater als auch sein Großonkel und sein Onkel (der im damaligen Frankreich berühmte Leon Le Fort) waren Ärzte. 1888 belegte René Le Fort bei der Eingangsprüfung für das Medizinstudium den ersten Platz und schloss es zwei Jahre später als bis dato jüngster Doktor Frankreichs ab. Seine Abschlussarbeit trug den Titel Topographie cranio-cérébrale avec applications chirurgicales (deutsch Craniozerebrale Topografie und ihre chirurgischen Anwendungen). Zunächst arbeitete er als Assistenzarzt und später als Militärchirurg für die französische Armee am Krankenhaus Val-de-Grâce.

### Frühe akademische Karriere

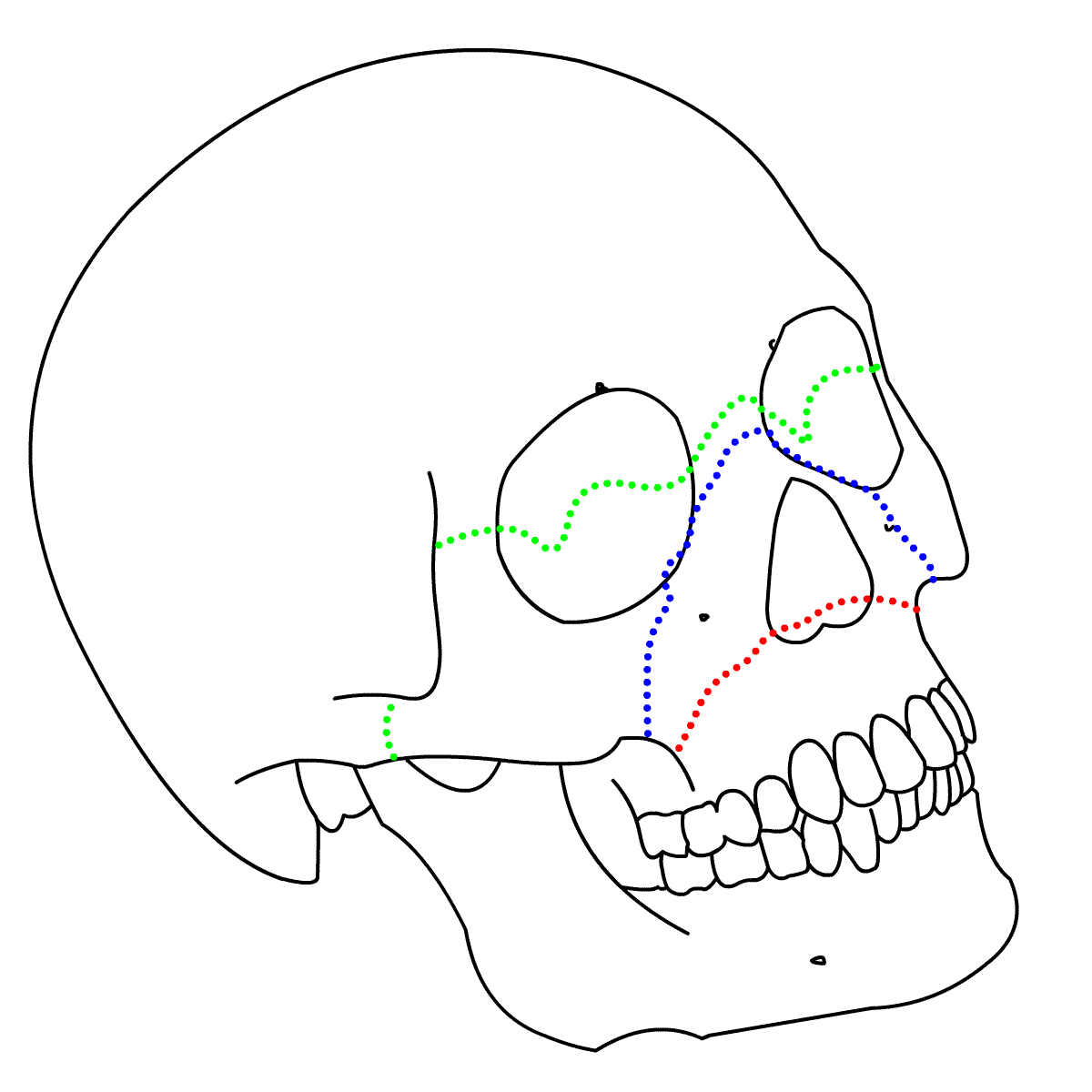
Schematische Darstellung der Le-Fort-Frakturen:
Le-Fort-I-Fraktur (rote Linie)
Le-Fort-II-Fraktur (blaue Linie)
Le-Fort-III-Fraktur (grüne Linie)

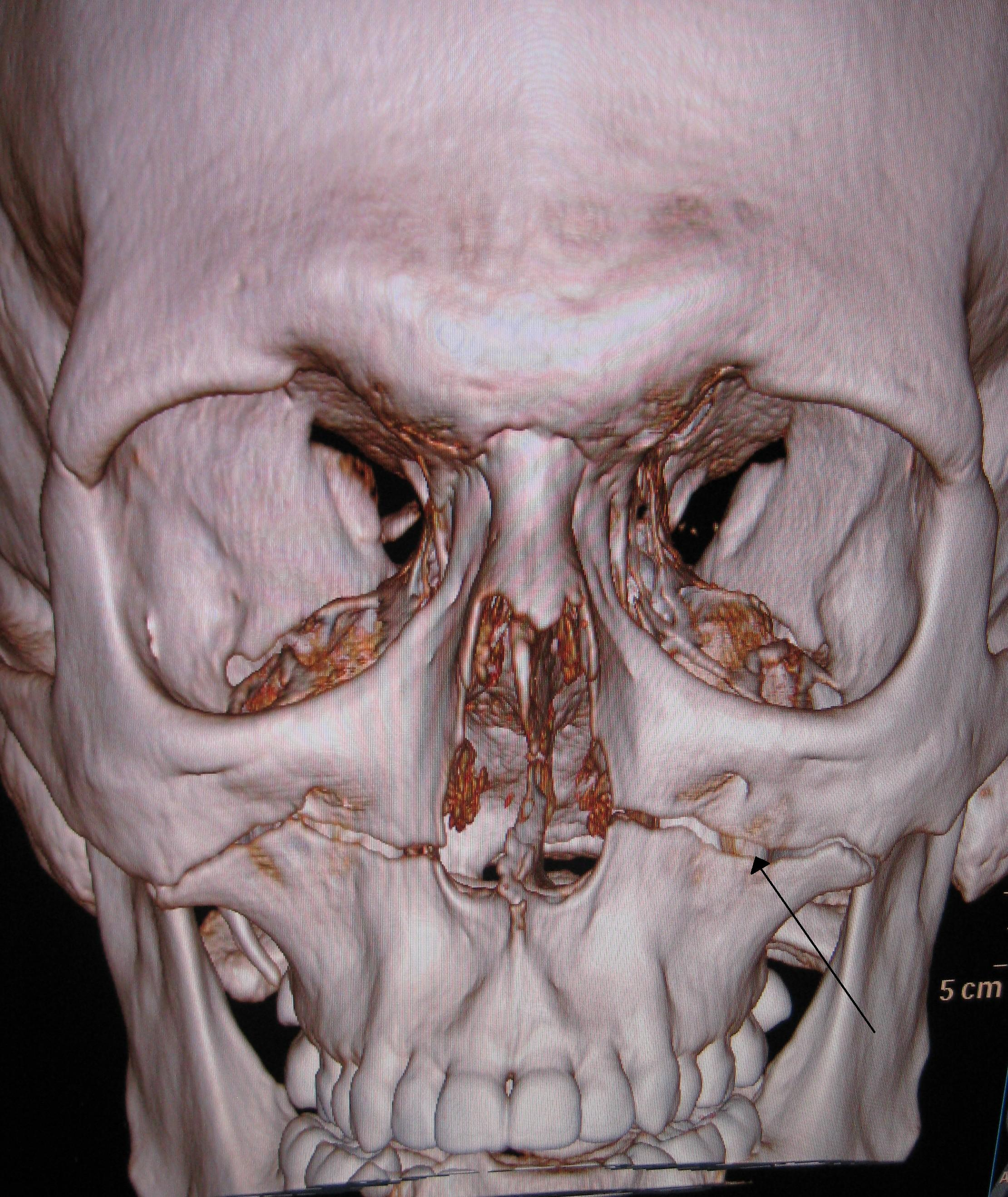
Dreidimensionale Rekonstruktion einer Computertomografie-Aufnahme einer Le-Fort-I-Fraktur

1899 entschloss sich Le Fort, eine universitäre Laufbahn einzuschlagen. Er kehrte ins heimatliche Lille zurück, wo er einen Lehrauftrag an der medizinischen Universität annahm. Zwei Jahre später, 1901, veröffentlichte Le Fort in kurzer Folge drei Arbeiten, die sich mit Schädelfrakturen beim Menschen beschäftigten. Die Fractures de la mâchoire supérieure (deutsch Frakturen des Oberkiefers) betitelten Artikel erschienen in der Revue de Chirurgie und führten Forschungsergebnisse aus, die Le Fort bereits ein Jahr zuvor in einem kürzeren Aufsatz grob skizziert hatte.
Le Fort beschrieb drei Arten von Frakturen des Mittelgesichts am Beispiel von insgesamt 35 Fällen. Dafür hatte er sich Leichen von Friedhöfen und anatomischen Instituten besorgt und ihnen entweder durch Schläge, wahrscheinlich mit einem massiven Holzblock oder -knüppel, oder das Schlagen des Kopfes auf eine Tischplatte Verletzungen im Gesicht beigebracht. Er variierte dabei Aufschlagwinkel und Kraft. Das Resultat waren drei charakteristische Frakturverläufe, die heute nach Le Fort benannt sind:
- Le Fort I – waagerechter Bruch durch den Oberkiefer (Maxilla), direkt oberhalb der Zähne und des Gaumens (Palatum)
- Le Fort II – pyramidaler Bruch des Oberkiefers mit Beteiligung beider Augenhöhlen (Orbitae)
- Le Fort III – Bruch in Höhe der Augenhöhlen und Wangenknochen mit Ablösung großer Teile des Gesichtsschädels (Viscerocranium)

Eine der wichtigsten Erkenntnisse dieser Studie war die Bestätigung von Le Forts Hypothese, dass sich Brüche des Mittelgesichts nicht in Richtung Schädelbasis fortsetzen. Dass die Experimente, wie häufig behauptet, in Paris stattfanden, lässt sich nicht belegen. Ebenso ist unklar, ob neben Le Fort auch noch andere Personen daran beteiligt waren. Anders als spätere Werke erfuhren sie aber keine besondere Aufmerksamkeit in Frankreich, was sich erst mit ihrer Übersetzung ins Englische 1946 änderte. Später wandte sich Le Fort zunehmend der orthopädischen Chirurgie zu. 1905 heiratete er, aus der Ehe gingen eine Tochter und zwei Söhne hervor.

### Erneute Karriere beim Militär
Bei Beginn des Ersten Balkankriegs 1912 meldete sich Le Fort abermals zum Einsatz beim Militär. Er behandelte Soldaten an der Front und setzte diese Arbeit auch im kurz darauf folgenden Ersten Weltkrieg fort. Für seine Operationen während der Schlacht von Dinant erhielt le Fort eine Belobigung wegen Tapferkeit. In den letzten zwei Kriegsjahren war er in Versailles stationiert, wo er sich vorwiegend mit Brust- und Herzleiden beschäftigte und als einer der ersten an den großen Körpervenen und am Herzen operierte. Als Ergebnis dieser Arbeit veröffentlichte Le Fort 1918 das Werk Les Projectiles inclus dans le mediastin (deutsch Projektile im Mittelfell), das abermals Standards setzte. Nach Ende des Krieges führte er bis 1919 das Hôpital des Invalides, bevor er 1920 nach Lille zurückkehrte.

### Professor in Lille und wissenschaftlicher Ruhm
In Lille erhielt Le Fort eine Professur für operative Medizin sowie den Lehrstuhl für Kinderchirurgie und Orthopädie. Daneben arbeitete er ehrenamtlich am Sanatorium von Zuydcoote, wo er an Behandlungen für Knochentuberkulose forschte. In den folgenden Jahrzehnten verfasste er zahlreiche Publikationen, bereiste weite Teile der Welt und erhielt diverse Ehrungen: 1936 wurde ihm der Prix Laborie verliehen und im gleichen Jahr wurde er zum Präsidenten der Société française de chirurgie orthopédique et traumatologique (SOFCOT). Zeitweilig war er als weitgereister Wissenschaftler auch stellvertretender Vorsitzender der französischen geographischen Gesellschaft. 1937 ging er in den Ruhestand, kehrte aber während des Zweiten Weltkriegs noch einmal an die Université de Lille zurück, um vormalige Kollegen zu ersetzen, die sich im Kriegseinsatz befanden. Seine letzten Lebensjahre waren von einer schweren Krankheit geprägt, die ihn an den Rollstuhl band. René Le Fort starb an seinem 82. Geburtstag in Lille.

## Belege

### Originalarbeiten
- René Le Fort: Étude expérimentale sur les fractures de la mâchoire supérieure. In: Rec Chir Paris. Band 23. Paris 1901, S. 208–227.
  - René Le Fort: Experimental study of fractures of the upper jaw. In: J Plast Reconstr Surg. Band 50. Paris 1972, S. 497–506 (französisch: Étude expérimentale sur les fractures de la mâchoire supérieure. Übersetzt von P. Tessier).
- René Le Fort: Les Projectiles inclus dans le médiastin. Alcan, 1918, S. 255.